# Carlos Martínez (Baseballspieler)
Carlos „Café“ Alberto Escobar Martínez (* 11. August 1965 in La Guaira, Vargas; † 24. Januar 2006 ebenda) war ein venezolanischer Baseballspieler in der Major League Baseball (MLB) auf der Position des First- und Third Basemans. Sein Sohn José spielt ebenfalls in der MLB.

## Biografie
Carlos Martínez begann seine Karriere in seiner Heimatstadt La Guaria im Alter von 18 Jahren. Im selben Jahr wurde er von den New York Yankees als Amateur-Free Agent verpflichtet. 1986 verkauften ihn die Yankees an die Chicago White Sox, für ihn kam Ron Kittle zu den Yankees. Für die White Sox gab er am 2. September 1988 sein Debüt in der Major League. Martínez war ein rechtshändiger Schlagmann, der hauptsächlich als erster und dritter Baseman spielte. Nach der Saison 1990 verließ er die White Sox in Richtung Cleveland Indians. Die Saison 1989 war für ihn die erfolgreichste. 
Seine letzte Station in der MLB waren die California Angels. Von dort kehrte er nach Venezuela zurück, wo er nach der Saison 1998 seine Karriere, die von vielen Verletzungen begleitet war, beenden musste. Im Alter von 40 Jahren starb er nach schwerer Krankheit in seinem Heimatland.